# Тегеранское коммюнике
Тегеранское коммюнике, также известное как Совместное заявление глав государств в Тегеране — это совместное коммюнике, подготовленное при посредничестве президента Ирана Акбара Хашеми Рафсанджани и подписанное исполняющим обязанности президента Азербайджана Ягубом Мамедовым и президентом Армении Левоном Тер-Петросяном 7 мая 1992 года с намерением положить конец четырехлетним боевым действиям между Арменией и Азербайджаном из-за Нагорно-Карабахской области, бывшей автономной области Азербайджанской ССР.

## Предыстория
Конфликт вокруг Нагорно-Карабахской Автономной области Азербайджанской ССР, начавшийся в начале 1988 года развивался беспрепятственно и унес жизни многих мирных жителей, внутренних войск и армии. По инициативе иранской стороны, в рамках дипломатических усилий по нормализации обстановки в Нагорном Карабахе и на азербайджано-армянской границе, 7 мая 1992 года лидеры Азербайджана и Армении были приглашены в Тегеран для переговоров. Приглашение рассматривалось как третий этап мирных усилий Ирана. Первый этап посредничества начался в феврале, когда иранский посланник Али Акбар Велаяти посетил Баку, Ереван и Карабах, но было быстро остановлено из-за захвата Ходжалы и последующей Ходжалинской резни, осуществленной армянскими войсками. Вторая попытка была предпринята в марте, когда иранский посланник Махмуд Ваези совершил тур челночной дипломатии по обеим республикам и провел несколько встреч, в результате которых в мае в Тегеран было официально приглашено руководство Азербайджана и Армении.

## Подписание коммюнике
В ходе переговоров между лидерами Азербайджана и Армении была достигнута договоренность о том, что будут организованы встречи между представителями высшего уровня обеих стран, включая военнослужащих, и все споры между сторонами будут разрешаться мирными средствами на основе принципа Совещания по безопасности и сотрудничеству в Европе (СБСЕ, ныне ОБСЕ) и международного права. Стороны привержены международным правовым нормам и Уставу ООН, чтобы обеспечить мир и стабильность границ, а также разрешить продолжающийся кризис с беженцами. В результате переговоров стороны договорились открыть все коммуникации после последующего визита иранского посланника Махмуда Ваези в Баку, Степанакерт и Ереван и привлечь наблюдателей СБСЕ для продолжения посреднических усилий.
Однако мирные усилия провалились на следующий день, когда 8 мая 1992 года армянские войска атаковали и захватили азербайджанский город Шуша, изгнав 23 156 этнических азербайджанцев, в нарушение соглашения о прекращении огня. Это существенно подорвало результаты мирных усилий. Официальный Баку полагался на заверения Тегерана о соблюдении режима прекращения огня, но с потерей Шуши, ещё до того, как Ягуб Мамедов вернулся в Баку, власти Азербайджана сочли Иран морально ответственным. Последняя попытка Ваези добиться прекращения огня после падения Шуши с его визитом в Баку и Ереван не увенчалась успехом из-за эскалации конфликта и захвата Лачина армянскими войсками 18 мая 1992 года. В результате иранские власти подчеркнули, что Иран не примет никаких изменений границ, намекая на свое неодобрение армянского подхода к конфликту.